# Zgrupowanie partyzanckie „Pogoń”
Zgrupowanie partyzanckie „Pogoń” – największe zgrupowanie partyzanckie działające na obszarze powiatów siedleckiego, mińskiego, węgrowskiego, sokołowskiego i bialskiego w latach 1945–1947 dowodzone przez kpt. Henryka Hebdę „Korwina”. Formalnie podlegało strukturze Zrzeszenia Wolność i Niezawisłość. W praktyce stanowiło niezależne zgrupowanie partyzanckie.

## Zakończenie wojny i amnestia 1945 roku

### „Rozładowywanie lasów” i początki konspiracji antykomunistycznej
Rozkaz Delegata Sił Zbrojnych nakazujący demobilizację poakowskiego Obwodu „Jesion” (należącego w skład Inspektoratu Siedlce Armii Krajowej) dotarł do komendy Obwodu w lipcu 1945 roku. Komenda Obwodu, w związku z ograniczeniem i przeformowaniem pracy niepodległościowej, powołała wspólną komisję nominacyjną dla powiatów Siedlce i Węgrów, która porządkowała sprawy awansów i odznaczeń dla żołnierzy AK. W skład komisji weszli kpt. Bolesław Próchenko „Lot”, por. Czesław Dylewicz „Krukowski” i kpt. Henryk Hebda „Korwin”.
Zgodnie z zaleceniami DSZ komendant Obwodu DSZ-AK Ludwik Skorupka „Śmigło” namawiał ujawniających się żołnierzy do legalnej działalności politycznej w szeregach PSL i organach władzy, tak by mogli odegrać istotną rolę w życiu społecznym i spodziewanych wyborach do Sejmu. Dodatkową zachętą na wyjście z konspiracji miała być „gwarancja bezpieczeństwa” dla ujawniających się żołnierzy deklarowana przez władze komunistyczne. Akcja ujawnieniowa objęła nie tylko struktury AK, ale i organizacje, które w 1943 roku przystąpiły do akcji scaleniowej z AK.
Zakres akcji amnestyjnej w obwodzie siedleckim był znaczny i trwał do października 1945 roku. Pierwsze oddziały partyzanckie ujawniły się przed Komisją Likwidacyjną już w sierpniu. W sumie do 15 października 1945 r. ujawniło się 523 osób, w tym 15 kobiet, do tej sumy doliczano 220 aresztowanych żołnierzy AK i 25 poległych co dało sumę 768 ludzi. Zdano 5 ckm, 227 kbk, 16 pm, 1 kb ppanc., 19 Pancerfaustów i 300 kg amunicji. Negatywny wpływ na działalność komisji w powiecie Siedlce miało aresztowanie 22 sierpnia 1945 roku komendanta Obwodu Siedlce DSZ-AK por. Ludwika Skorupki „Śmigło”. Interwencja Komisji Likwidacyjnej AK Obszaru Centralnego na czele z ppłk. Janem Mazurkiewiczem „Radosławem” nie przyniosła rezultatu. 16 października, dzień po zakończeniu prac komisji, „Śmigło” został skazany na 10 lat więzienia. Należy również pamiętać, iż wielu żołnierzy AK zakończyło w tym czasie działalność konspiracyjną nie ujawniając się przed Komisją Likwidacyjną.
Wśród ujawnionych znalazł się komendant Ośrodka III; późniejszy dowódca Zgrupowania „Pogoń”; Henryk Hebda „Korwin” wraz z grupą podkomendnych. Ujawnili się też, wraz z aktywami organizacyjnymi Obwodów Węgrów i Mińsk Mazowiecki, jego późniejsi najbliżsi współpracownicy i podkomendni: ppor. Janusz Kotowski „Kotwic”, „Mściciel” (Węgrów) i ppor. Zdzisław Wiewiórski „Vis” (Mińsk Mazowiecki).
Okres osłabionej działalności podziemia zakończył się wraz z ustaniem działalności Komisji Likwidacyjnej. Kto chciał lub musiał, przerwał działalność, zdając się na łaskę komunistów. Ci, którzy pozostali w konspiracji, działali nadal podejmując akcje z zakresu samoobrony. Wpływ na to miała działalność aparatu bezpieczeństwa, który w czasie działalności komisji nie zaniechał akcji represyjnych na osobach należących do organizacji konspiracyjnych. Tylko od sierpnia do listopada, czyli w czasie istnienia Komisji Likwidacyjnej, funkcjonariusze PUBP w Siedlcach aresztowali łącznie 170 osób. Na początku 1946 roku w teren skierowano również oddział KBW i NKWD stacjonujące w Siedlcach i Drohiczynie w celu zniszczenia oddziału partyzanckiego por. Władysława Łukasiuka „Młota”, który dowodził odtworzoną na Podlasiu 6 Brygadą Wileńską AK. Działania komunistów spowodowały, że wielu żołnierzy dawnej AK-NSZ znów zmuszonych zostało do zejścia do konspiracji. Znajdowali oni swoje miejsce w ramach utworzonej kilka miesięcy wcześniej organizacji Wolność i Niezawisłość.

### Powstanie Obwodu WiN „Siedlce”
Amnestia letnia i jesienna 1945 r. nie przerwała trwania w konspiracji części żołnierzy podziemia niepodległościowego na terenie powiatu siedleckiego. W miejsce dawnego Obwodu „Jesion” DSZ-AK powstał Obwód Siedlce WiN (kryptonimy: „J-22”, „Państwowy Urząd Repatriacyjny”, „PUR”, „Sława”). Jednostka ta, zgodnie z rozkazem komendy Obszaru Centralnego Zrzeszenia WiN, przejęta została przez Lubelski Okręg Zrzeszenia WiN. Sprawę wcielenia powiatu siedleckiego do struktur lubelskich WiN polecono komendantowi Inspektoratu Biała Podlaska WiN mjr. Janowi Szatowskiemu-Szatyńskiemu „Kowalowi”, który przewidywał, że podporządkowanie całego obszaru okręgowi lubelskiemu potrwa aż do marca 1946 roku. Po amnestii 1945 roku oraz aresztowaniu por. Ludwika Skorupki „Śmigła”, organizacja poakowska w powiecie siedleckim znajdowała się w stanie znacznego rozkładu. Warszawski ośrodek dowódczy, któremu ośrodek dawniej podlegał, przestał istnieć. Właśnie dlatego zdecydowano się podporządkować powiat Siedlce dowództwu WiN z okręgu lubelskiego. Jako zasadniczy powód takiej sytuacji podawano panujący ogólnie chaos i grasowanie złodziejskich band. Przejście obwodu pod lepiej zorganizowany okręg lubelski dawało szansę na uspokojenie sytuacji w regionie i podporządkowanie WiN lokalnych oddziałów partyzanckich.
Okręg Lubelski WiN obejmował pięć jednostek organizacyjnych, a wśród nich Inspektorat Biała Podlaska, który składał się z czterech obwodów: Biała Podlaska, Radzyń, Łuków i Siedlce. Każdy z obwodów pokrywał się w zasadzie z terenem powiatu. Niższym szczeblem był rejon, grupujący po dwie lub kilka gmin.
Obwód Siedlce WiN został zorganizowany i włączony w strukturę Inspektoratu Biała Podlaska dopiero na przełomie lat 1945–1946. Obwód podzielony był na trzy podobwody, w skład których wchodziło osiem rejonów. Podobwód I grupował rejony 1–4 we wschodniej części powiatu. Prezesem-komendantem był por. Stanisław Łaszczuk „Dzięcioł”. Podobwód II stanowiło miasto Siedlce, gdzie zarówno obsada personalna, jak i organizacja struktury konspiracyjnej nie jest znana. Nie znamy także kierownictwa podobwodu III, czyli rejonów 5-8, obejmujących zachodnią część Obwodu Siedlce. Zgodnie z meldunkiem mjr. „Kowala” w lutym 1946 Obwód Siedlce r. liczył około 1,5 tys. członków, „w tym 2 oficerów, 288 podoficerów i 1192 szeregowców. Jednak w sumie tej znajduje się 3/4 NSZ”. Struktura obwodu została w dużej mierze zbudowana z konspiratorów wywodzących się z oddziałów Narodowych Sił Zbrojnych, które w momencie wejścia Armii Czerwonej do Polski zdecydowały, w przeciwieństwie do Armii Krajowej, nie ujawniać swoich struktur.
Ze względu na duży udział narodowców w strukturach WiN w siedleckim pierwszym prezesem Obwodu „J-22” został kpt. Leon Klencer „Zawisza”, który w tym okresie był równocześnie komendantem siedleckiej struktury NSZ. W czerwcu 1946 roku, po reorganizacji inspektoratu, prezesurę objął por. Aleksander Wereszko „Rosomak”. Gdy oficer ten został aresztowany przez UB w sierpniu 1946 roku, jego funkcję przejął por. Jan Polesa „Las”. Ostatnim prezesem Obwodu WiN Siedlce był kpt. Władysław Piec „Jurek”, „Michał”, który pełnił tę funkcję do kwietnia 1947 roku.
Choć celem kierownictwa WiN było wygaszanie działalności partyzanckiej i dywersyjnej w Obwodzie Siedlce i pozostałych strukturach Inspektoratu Radzyńskiego, zamierzenie to okazało się niemożliwe do zrealizowania. Obwód Siedlce WiN, mimo że nigdy nie osiągnął takiej dynamiki działalności jak przed sierpniem 1945 roku, nadal był terenem wzmożonej działalności antykomunistycznego podziemia zbrojnego. Zgodnie z założeniami WiN starano się minimalizować działalność zbrojną, skupiając się na pracy organizacyjnej i propagandowej.
Meldunki pierwszego komendanta Obwodu kpt. „Jana Zawiszy” wskazują, że sytuacja w powiecie siedleckim była trudna do opanowania. Powszechnymi zjawiskami był brak dyscypliny i dyspozycyjność. Jawną działalność partyzancką prowadził oddział dowodzony przez sierż. Stanisława Miszczuka „Kłosa” w sile 50 ludzi, który występował w mundurach Wojska Polskiego. Do tego dochodził dualizm struktur WiN w powiecie siedleckim za sprawą działalności „Korwina”, a także działalności innych organizacji niepodległościowych (NSZ) w rejonie oraz oddziałów partyzanckich spoza terenu Obwodu WiN Siedlce (6 Brygada Wileńska AK, oddziały WiN z powiatu łukowskiego, bialskiego i radzyńskiego). W efekcie tego „Jan Zawisza” nie panował nad powierzonym mu terenem, co skutecznie utrudniało wygaszanie akcji partyzanckich. Głównym impulsem prowadzenia działalności konspiracyjnej były nieustanne represje władzy komunistycznej zwalczającej działaczy podziemia niepodległościowego.

## Powstanie i działalność oddziału partyzanckiego „Pogoń”

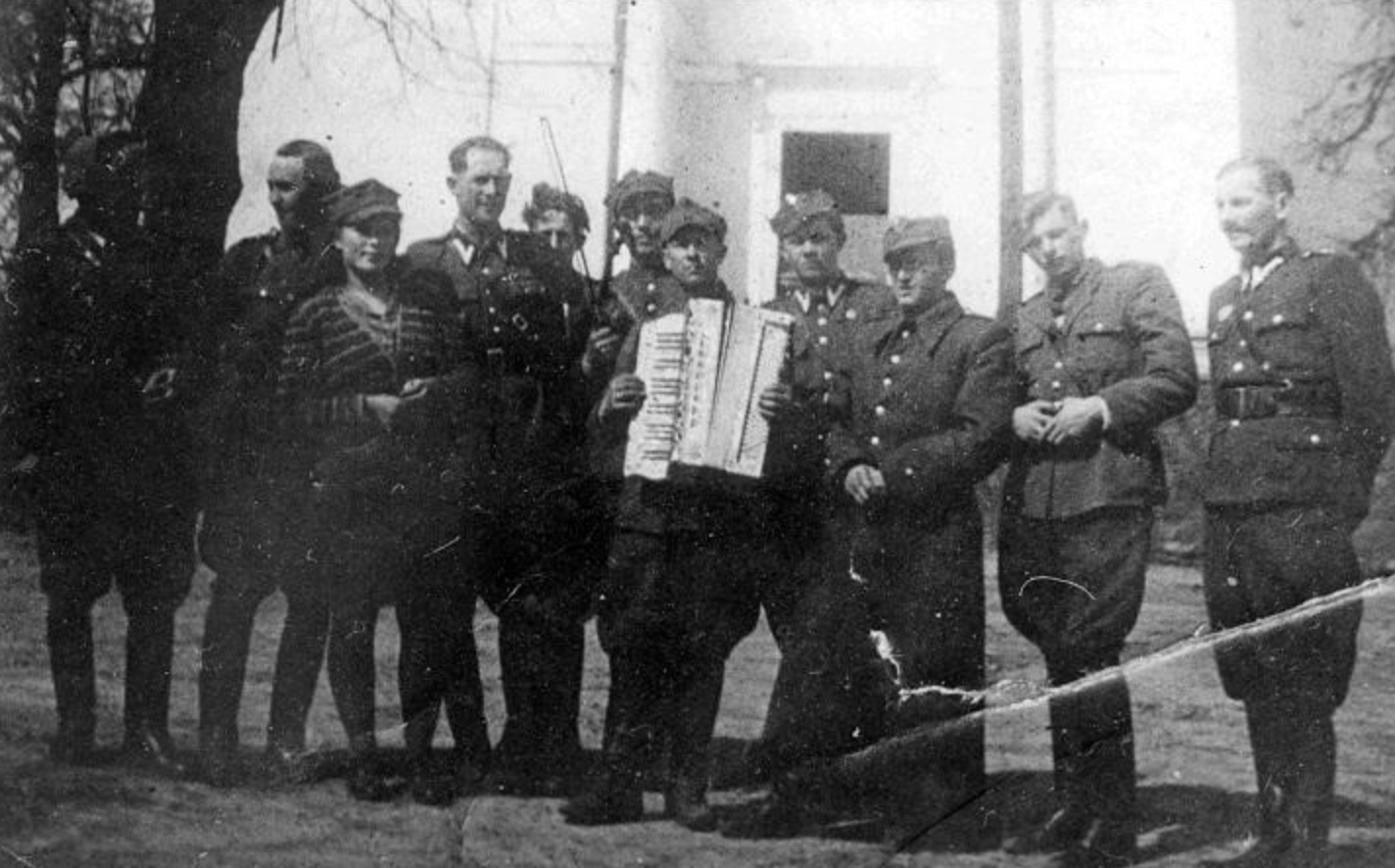
Grupa żołnierzy oddziału „Pogoń”, 1946 r. (źródło: IPN)

### Działania oddziału do wiosny 1946 roku
Represje aparatu bezpieczeństwa na byłych członkach Armii Krajowej spowodowały, że wkrótce po ujawnieniu aresztowany został również Henryk Hebda. Dzięki pomocy jego byłych podkomendnych udało mu się jednak uciec w trakcie akcji terenowej UB, gdzie miał wskazać funkcjonariuszom UB rzekomy nielegalny magazyn broni. Wkrótce po ucieczce; tracąc wiarę w nowo tworzący się ustrój; rozpoczął formowanie własnego zgrupowania partyzanckiego.
Od zimy 1945 roku kpt. Hebda zaczął występować jako komendant siedleckiej organizacji WiN. Mimo tego jego kontakty z „lubelską” organizacją Obwodu Siedlce były ograniczone. Co więcej, z grona podległej sobie kadry średniego szczebla wyznaczył komendantów struktur organizacyjnych WiN nie tylko w powiecie siedleckim, ale i w powiatach Węgrów oraz Mińsk Mazowiecki (np. Janusza Kotowskiego „Mściciela” mianował komendantem ośrodka nr 2 obejmującego teren powiatu Węgrów).
Budując własne zaplecze terenowe, „Korwin” wykorzystał wpływy i kontakty, jakimi dysponował w powiecie Mińsk Mazowiecki. Już wiosną 1946 r. nawiązał kontakt z komendantem pozostającego w konspiracji Rejonu NSZ Mrozy – Kuflew Marianem Gadomskim „Niedźwiadkiem”. Kilkakrotnie przeprowadzał też wspólnie z miejscową grupą NSZ akcje bojowe. Współdziałanie to zaowocowało przejściem wiosną 1946 r. jednego z podkomendnych „Niedźwiadka” – Zdzisława Wiewiórskiego „Visa” pod komendę Hebdy oraz przekazaniem mu jednego z dwóch magazynów broni (po pewnym czasie „Korwin” mianował go dowódcą plutonu partyzanckiego i jednocześnie komendantem ośrodka nr 1 Obwodu Mińsk Mazowiecki).
Na terenie powiatu Siedlce „Korwin” mianował ppor. Czesława Skupa „Szpiega” komendantem ośrodka nr 3 (Mokobody, Niwiski, Krześlin, Skupie), ppor. Antoniego Połujanowa „Błyskawicę” komendantem ośrodka nr 4 (Wiśniew, Zbuczyn, Domanice), a komendantem ośrodka nr 7 Krześlin – Jana Krakowskiego „Florka”. Wydaje się, że struktura „Korwina” dublowała się w jakiś sposób ze strukturami Obwodu „J-22”, zwłaszcza na terenie dwóch wymienionych ośrodków – być może w grę wchodzi wręcz podwójna przynależność organizacyjna członków WiN z tego terenu. Całość podległych „Korwinowi” poakowskich aktywów organizacyjnych w powiatach Siedlce, Węgrów i Mińsk Mazowiecki oceniana była przez resort bezpieczeństwa na blisko 400 osób.
Jeszcze w zimie 1945 r. „Korwin” podjął próbę podporządkowania sobie struktur poakowskich w południowej części powiatu Sokołów Podlaski. Zapobiegł również dalszemu rozpadowi i ujawnianiu się członków podziemia w tym rejonie. Na terenie powiatu sokołowskiego szef PUBP skłonił do podjęcia rokowań o ujawnienie lokalnego dowódcę partyzanckiego oddziału Franciszka Pliszkę „Marynarza”. Pliszka w początkach stycznia 1946 r. obiecał przerwać działalność i ujawnić swój oddział, zdał też „resortowi” część zmagazynowanej broni. Do prowadzonych przez niego rozmów z PUBP (nadzorowanych przez delegata WUBP z Warszawy i sowieckiego oficera) dołączył się również kpt. Henryk Hebda. W efekcie włączenia się „Korwina” do rozmów z UBP proces ujawniania się podkomendnych „Marynarza” został chwilowo zawieszony lub też nawet przerwany. Rzeczywiste intencje władz „bezpieczeństwa” stały się widoczne już wkrótce. 19 lutego 1946 r. grupa operacyjna PUBP Sokołów Podlaski zaskoczyła oddział Franciszka Pliszki „Marynarza” i grupę Zdzisława Stokowskiego „Nurka” na kwaterach w kolonii Trzebień (gm. Kowiesy). Po krótkiej walce oddział uległ rozsypce, a wielu żołnierzy dostało się w ręce bezpieki. Mimo rozbicia oddziału „Marynarza” poakowski obwód Sokołów Podlaski pozostał pod wpływem organizacyjnym terenowej siatki „Korwina”, który do połowy 1946 roku z resztek organizacji podziemnych w tym rejonie stworzył konspiracyjny Obwód Jezioro.
Uzurpowana sobie przez „Korwina” funkcja komendanta Obwodu WiN Siedlce była kwestionowana przez Inspektora Bialskiego Zrzeszenia WiN mjr. Jana Szatowskiego – Szatyńskiego „Kowala”, „Górala” i jego zastępcę kpt. Pawła Łaszkiewicza „Rawicza”. Lokalni liderzy Zrzeszenia WiN, chcący mieć spokój na swoim terenie, mieli pretensje do „Korwina”, którego ruchliwe oddziały ściągały kolejne obławy bezpieki i KBW.
Możemy wręcz zakładać, że nakładanie się struktury WiN „Korwina” na „legalne” siatki terenowe lubelskiego WiN spowodowały stan swoistej „zimnej wojny” między dwoma ośrodkami konspiracyjnymi. Dobitnie świadczy o tym meldunek „Rawicza” do Komendy Okręgu Lublin WiN: „Melduję, że na terenie powiatu Siedlce grasuje grupa „Młota” i „Korwina”. Grupy te przechodzą z OK Białystok i podają się jako oddziały WiN-u. Na podanym terenie prowadzą roboty dywersyjne i bandyckie (sic!) utrudniając jednocześnie organizowanie terenu. „Korwin” podaje się za komendanta Obw. Dowódców naszych nazywa bandytami i grozi, że o ile nie zaprzestaną organizować terenu to ich zlikwiduje […]. Proszę usilnie o spowodowanie odpowiednich rozkazów przez nasz OK Białystok do „Młota” i „Korwina”, aby opuścili nasz teren. Zaznaczam, że zachodzi obawa, że będę zmuszony grupy te zlikwidować.
Lokalne dowództwo w żaden jednak sposób nie mogło przeciwstawić się działalności „Korwina”. Wielu dowódców oddziałów partyzanckich WiN miało lepszy kontakt z oddziałem Hebdy niż z własnym dowództwem (np. oddział partyzancki WiN dowodzony przez sierż. Stanisława Miszczuka „Kłosa”). Dodatkowo „Korwin” cieszył się przychylnością miejscowej ludności, którą bronił przed bandytyzmem i złodziejstwem. Dynamiczna działalność oddziałów „Korwina” i „Młota” burzyła jednak sytuację w regionie, gdyż prowadzone przez nich akcje zbrojne powodowały jednocześnie kolejne fale represji ze strony aparatu bezpieczeństwa. Ich ofiarami byli nie tylko żołnierze konspiracji, ale również miejscowa ludność.
Powstała jednostka, pozostająca pod ogólną komendą „Korwina”, występowała pod kryptonimem „Pogoń”, świadczącym o jej więzi z powiatem siedleckim („Pogoń” to herb miasta Siedlce). Obejmowała ona swymi działaniami oprócz powiatu siedleckiego także powiaty Węgrów, Mińsk Mazowiecki i Radzymin (wschodnia część), Sokołów Podlaski (południowa część) i Biała Podlaska (zachodnia część powiatu).
Początkowo dowodzona przez „Korwina” grupa lotna liczyła kilkunastu żołnierzy, jednak z końcem zimy 1946 r. osiągnęła już stan około 40 ludzi. Kadra rekrutowała się spośród miejscowej inteligencji, szeregowi żołnierze zaś z ludności wiejskiej i małomiasteczkowej. Większość partyzantów miała za sobą staż organizacyjny w AK (rzadziej NSZ) jeszcze z czasów okupacji niemieckiej. Początkowo oddział operował w zwartej grupie dowodzonej bezpośrednio przez „Korwina”, którego zastępował ppor. Czesław Skup „Szpieg”. Dzielił się on wówczas na kilka drużyn, dowodzonych m.in. ppor. przez Antoniego Połujanowa „Błyskawicę”, NN „Pilota” i NN „Edwarda” zwanego Mongołem (okazał się on agentem PUBP w Siedlcach i po zdemaskowaniu został rozstrzelany). Funkcje podoficera gospodarczego pełnił NN „Kruk”.
„Szpieg” dowodził również komórką propagandową działającą na terenie powiatu Siedlce. Dysponował on dwoma maszynami do pisania i powielaczem. Wzmożoną akcję propagandową prowadzono zarówno przed referendum 1946 roku, jak i wyborami do Sejmu Ustawodawczego w styczniu 1947 roku. Drukowano m.in. ulotki wzywające do głosowania na PSL. Aby podnieść morale ludności miejscowej, na drodze przemarszu oddziałów podziemia, przeprowadzono akcje propagandowe, np. w miejscach publicznych wypisywano hasła, które miały wyraźny wydźwięk polityczny: „Niech żyje Mikołajczyk, Niech żyje Anders, Precz z PPR, Niech żyje AK”, czy „Niech żyje Mikołajczyk, Bierut won”.
Po kilku miesiącach działalności liczebność oddziału „Pogoń” podwoiła się, osiągając poziom 60 – 70 partyzantów. Wpływ na to miało zejście do podziemia dowódców wszystkich czterech obwodów podporządkowanych kpt. Hebdzie, którzy w obawie przed dekonspiracją zmuszeni zostali „pójść do lasu”. Z czasem „Korwin” powierzył im dowodzenie wyodrębnionymi pododdziałami. W efekcie tego jesienią 1946 r. podległe mu siły partyzanckie tworzyły już nie jeden oddział, ale właściwie zgrupowanie partyzanckie składające się z pododdziałów: ppor. Czesława Skupa „Szpiega”, ppor. Mariana Połujanowa „Błyskawicy”, ppor. Zdzisława Wiewiórskiego „Visa” i ppor. Janusza Kotowskiego „Janusza”, „Mściciela”. „Korwin” najczęściej przebywał w siedleckich pododdziałach „Szpiega” i „Błyskawicy”. Zgrupowanie do jesieni 1946 r. zazwyczaj występowało całością swych sił. „Korwin” okresowo wyodrębniał z nich poszczególne pododdziały i wysyłał je na teren ośrodków, w których funkcję komendantów siatki sprawowali ich dowódcy. Wówczas jednostki spotykały się na zarządzanych, co kilka tygodni koncentracjach. Dopiero jesienią 1946 r. „Korwin” podzielił podległe sobie siły na cztery pododdziały, operujące odtąd samodzielnie – aż do amnestii 1947 roku. W okresie zimowym część z nich została podzielona na jeszcze mniejsze plutony.
Podział plutonów wyglądał następująco: pluton Czesława Skupa „Szpiega” obejmujący część powiatu Siedlce oraz częściowo Sokołów Podlaski i Węgrów składający się z 30 żołnierzy, liczący około 25 żołnierzy pluton ppor. Antoniego Połujanowa „Błyskawicy” operujący również w powiecie Siedlce, pluton ppor. Janusza Kotowskiego „Janusza”, „Mściciela” działający w powiecie Węgrów w sile 20 osób, a także pluton ppor. Zdzisława Wiewiórkowskiego „Visa” operujący w powiecie Mińsk Mazowiecki, jak również częściowo swym zasięgiem obejmujący powiat Węgrów i Radzymin, liczący około 20 partyzantów. W niektórych akcjach oddziały partyzanckie „Korwina” były wzmacniane ludźmi zmobilizowanymi z siatki terenowej, którzy po zakończeniu działań powracali do swych miejsc zamieszkania.
Działalność zgrupowania „Pogoń” nastawiona była głównie na samoobronę społeczeństwa przed terrorem komunistycznego aparatu represji. Likwidowano funkcjonariuszy resortu bezpieczeństwa i ich agentów. Rozbrajano posterunki MO, głównie te, których załogi źle odnosiły się do miejscowej ludności. Niszczono dokumentację urzędową w terenowych placówkach administracji komunistycznej.
Spośród ważniejszych starć z siłami reżimowymi z tego okresu należy wymienić starcie pododdziału dowodzonego przez „Visa” z grupą operacyjną ludowego WP i MO pod wsią Wólka Piecząca (pow. Mińsk Mazowiecki). W wyniku walki zginęło trzech funkcjonariuszy MO. We wsi Ołdakowizna (pow. Mińsk Mazowiecki) pododdział „Visa” odparł kolejną grupę operacyjną ludowego WP. Poległo czterech żołnierzy LWP, partyzanci zaś bez strat odskoczyli do pobliskiego lasu, gubiąc pościg. Obydwa starcia miały miejsce w kwietniu 1946 roku.
Wiosną 1946 r. „korwinowcy” zaatakowali kilka posterunków MO. 13 kwietnia 1946 r. działając wspólnie z grupą NSZ „Niedźwiadka”, rozbroili posterunek MO w miasteczku Latowicz (pow. Mińsk Mazowiecki). W nocy z 14 na 15 maja 1946 r. pododdział „Szpiega”, podając się za grupę operacyjną PUBP, z zaskoczenia rozbroił posterunek MO w Czerwonce Grochowskiej (pow. Sokołów Podlaski). 27 maja 1946 r. pododdziały Skupa i Połujanowa opanowały miasteczko Mordy (pow. Siedlce). Zdobyto posterunek MO, z którego zabrano broń i mundury. Ze spółdzielni zabrano zaopatrzenie o wartości 120 tys. zł i zniszczono dokumentację w urzędzie gminy. Wiosną 1946 roku przeprowadzono też kilka akcji likwidacyjnych tajnych współpracowników UB i NKWD, a także członków PPR aktywnie zwalczających podziemie. W nocy z 7 na 8 kwietnia 1946 roku zlikwidowano Władysława Wysockiego, członka PPR z powiatu siedleckiego. Na przełomie czerwca i lipca żołnierze z plutonu „Mściciela” zlikwidował dwóch członków PPR w miejscowości Kliczki i jednego pracownika UB w miejscowości Mrozy (pow. Mińsk Mazowiecki). W Dziewulach (pow. Siedlce) patrol „Błyskawicy” zlikwidował pod zarzutem współpracy z UB mieszkańca o nazwisku Karaś (brak dokładnej daty). Pod tym samym zarzutem zlikwidowano w pow. Węgrów, w miejscowości Proszewo, mieszkańca o nazwisku Rybak. Sam „Korwin” w lipcu 1946 roku osobiście wydał rozkaz rozstrzelania mieszkańca miejscowości Kisielan współpracującego z bezpieką.
Oprócz akcji zbrojnych wymierzonych bezpośrednio w aparat bezpieczeństwa oddziały dowodzone przez „Korwina” dokonywały akcji ekspropriacyjnych w celu pozyskania środków na dalszą działalność konspiracyjną. Zaopatrzenie starano się zdobywać w instytucjach państwowych i spółdzielczych. W kwietniu 1946 roku w rejonie miejscowości Stoczek oddział kpt. Hebdy zdobył dwa samochody, w których znajdowało się 712 kg mleka, 710 kg sera i 1205 kg cukierków. Pododdział „Szpiega” w kwietniu tego roku dwukrotnie dokonał rewizji spółdzielni we wsi Jarnice w powiecie Węgrów zabierając niezbędne partyzantom zaopatrzenie. Również dwukrotnie oddziały „Korwina” zdobyły żywność w postaci bydła i trzody chlewnej atakując sowieckie transporty – za pierwszym razem w maju 1946 roku pod wsią Sucha, gdzie zdobyto 70 sztuk bydła, miesiąc później odebrano z rąk sowieckich transport trzody chlewnej.
Podstawowa część składu osobowego oddziału „Pogoń” występowała zawsze w mundurach Wojska Polskiego. Noszono zarówno mundury przedwojenne, jak również Ludowego Wojska Polskiego. Wszyscy mieli na czapkach orzełki wojskowe w koronie. Niektórzy nosili na lewej kieszeni bluzy mundurowej ryngrafy z Matką Boską. W ubraniach cywilnych występowali żołnierze siatki terenowej dołączający do oddziału jedynie na czas wykonania niektórych akcji. W efekcie wydaje się, iż w zakresie ubiorów panowała wśród „korwinowców” bardzo duża swoboda. Mundury wojskowe przeplatały się tu z cywilnymi strojami, a jako nakrycia głowy nosili „korwinowcy” nie tylko rogatywki WP, ale też berety, furażerki, pilotki czy nawet sowieckie uszanki. Uzbrojenie „Pogoni” także nie było jednolite – przeważała broń rosyjska zdobywana w akcjach na siły komunistyczne. Oddział posiadał też sporo broni niemieckiej, pochodzącej ze zdobycznych zasobów AK jeszcze z czasów poprzedniej okupacji (ręczne karabiny maszynowe MG-34 i MG-42, automaty MP-40, MP-43, karabiny Mauzer, pistolety Parabellum P-08 i Walther P-38). Występowały też pojedyncze egzemplarze uzbrojenia angielskiego i amerykańskiego pochodzące ze zrzutów otrzymywanych przez siedleckie struktury AK w okresie okupacji niemieckiej.
Dowództwo zgrupowania dążyło do utrzymania dyscypliny wojskowej w oddziale, co jednak, zwłaszcza gdy partyzanci byli rozproszeni w terenie lub podzieleni na mniejsze grupy, stawało się z czasem coraz trudniejsze do wyegzekwowania i skontrolowania. Choć większość „korwinowców” rekrutowała się z Podlasia, pochodzili oni z różnych oddziałów i organizacji podziemnych. Sporą grupę stanowili też dezerterzy z ludowego WP i żołnierze z oddziałów kresowej AK, którzy napłynęli na Podlasie zza linii Curzona. Zaprowadzenie surowej dyscypliny wojskowej w tej zbiorowości było bardzo trudne i wydaje się, że „Korwinowi” nigdy nie udało się dorównać do wysokich standardów panujących w tym względzie w 6. Brygadzie Wileńskiej, którą cechowała wysoka dyscyplina wojskowa. Żołnierze Brygady meldowali się zgodnie z regulaminem wojskowym i byli jednakowo umundurowani w mundury Wojska Polskiego. Karano wszelkie naruszenia dyscypliny. Każdy dzień zaczynał się i kończył modlitwą. Na lewej górnej kieszeni munduru żołnierze nosili ryngraf z wizerunkiem Matki Boskiej Ostrobramskiej oraz orła. Za żywność i ubrania płacono natomiast funduszami zdobytymi na jednostkach administracji komunistycznej.
O problemach z utrzymaniem dyscypliny wśród „korwinowców” świadczą rozkazy wydawane jesienią 1946 r. przez „Visa”. 1 września 1946 r. wprowadził on system rozkazów dziennych odczytywanych przed frontem oddziału. Codziennie prowadzono zajęcia i szkolenia, tak by żołnierze nie mieli wolnego czasu. Dzień w plutonie „Visa” zaczynał się od pobudki, po której następowała toaleta, wspólna modlitwa i śniadanie. Kolejną czynnością było czyszczenie broni i amunicji, po którym następowała pogadanka lub wykład przeprowadzany przez kogoś z kadry, trwająca do obiadu (czasem zarządzano czas wolny). Po obiedzie dawano partyzantom godzinę wolnego czasu, po czym prowadzono ćwiczenia z musztry lub śpiew. O zmroku zarządzano przygotowanie do odmarszu i ruszano w teren, na kolejną kwaterę (oddział przemieszczał się z zasady nocami). Wprowadzono zakaz wychodzenia z kwater na zewnątrz w mundurach, a wkrótce nawet zakaz w ogóle opuszczania kwater bez pozwolenia dowódcy. Nie wolno było samowolnie pobierać prowiantu z oddziałowych zapasów, odłączać się od swych sekcji, w marszu palić papierosów, głośno rozmawiać lub spać na wozach, przypomniano im nakaz bezwzględnego wykonywania poleceń zwierzchników, a także zapowiedziano surowe kary za „picie wódki podczas wykonywania akcji”.
Działalność „Korwina” i podległych mu dowódców była w 1946 roku nadal przedmiotem sporu wewnątrz Zrzeszenia WiN. Inspektor bialski WiN mjr. Jan Szatowski – Szatyński „Kowal”, niechętnie odnosił się do działalności oddziału, zwłaszcza operującemu na podległym mu terenie, a nie podporządkowanemu jego rozkazom pododdziałowi „Błyskawicy”. Uważał on działalność „Korwina” za bandycką, zarzucając wręcz oddziałom „Błyskawicy” współpracę z UB.

### Nawiązanie współpracy z VI Wileńską Brygadą AK

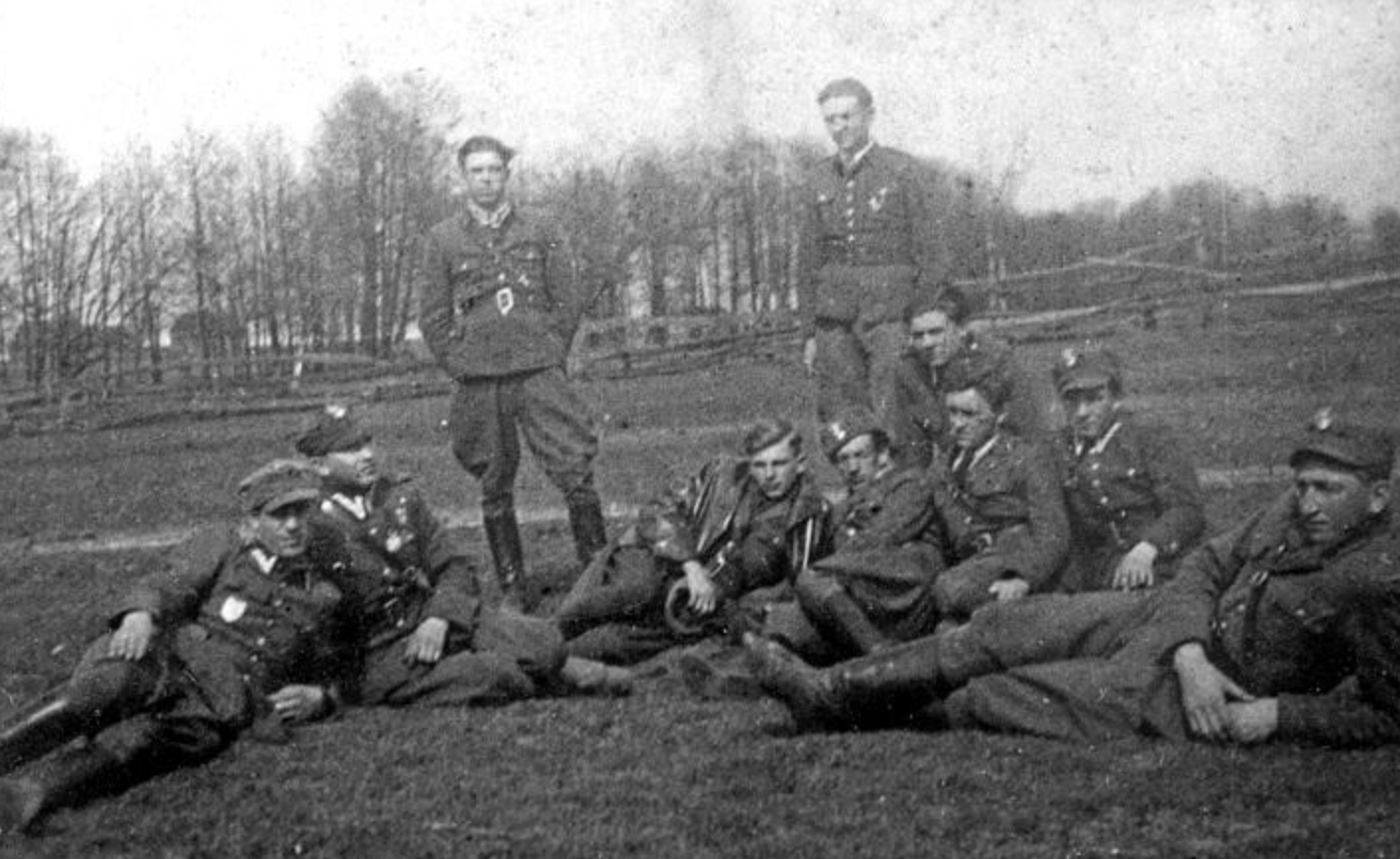
Jeden z oddziałów zgrupowania „Pogoń” w trakcie postoju, źródło: IPN

Pozostający w oficjalnym konflikcie z dowództwem WiN na Podlasiu „Korwin” szukał sprzymierzeńców wśród innych jednostek partyzanckich działających w regionie. Naturalnym sprzymierzeńcem była VI Brygada Wileńska AK, która podobnie jak oddział kpt. Hebdy nie podporządkowała się dowództwu Zrzeszenia WiN i formalnie pozostawał podległa mjr. Zygmuntowi Szendzielarzowi „Łupaszce” i Komendzie Okręgu Wileńskiego AK. VI Brygada Wileńska była formacją wojskową odbudowanej na terenach Polski centralnej V Brygady Wileńskiej AK, która działała na terenie Wileńszczyzny, a po operacji „Burza” na terenie Białostocczyzny i Pomorza. Działalność Brygady, podobnie jak oddziału „Pogoń”, zakłócała pracę terenową miejscowych siatek WiN, którym zależało na stopniowym wygaszaniu akcji zbrojonych. Pojawienie się w lutym 1946 roku licznego zgrupowania, niepodporządkowanego strukturze Zrzeszenia, wpłynęło na destabilizację sytuacji na Podlasiu. VI Brygada Wileńska była bardzo mobilnym zgrupowaniem, które regularnie rozbrajało posterunki MO i UB, atakowało sowieckie patrole i dokonywało akcji ekspropriacyjnych. Działalność VI Brygady pokrywał się z tym, co robiły oddziały dowodzone przez „Korwina”. Operując na terenie kilku powiatów niejednokrotnie dokonywały akcji na terenach „kontrolowanych” przez zgrupowanie kpt. Hebdy. „Korwin” chcąc zapanować nad sytuacją w regionie postanowił nawiązać współpracę z dowództwem Brygady.
Kontakty „Korwina” z VI Brygadą Wileńską AK znamy z bezpośredniej relacji ówczesnego dowódcy Brygady, ppor. Lucjana Minkiewicza „Wiktora”. Pierwsze spotkanie miało miejsce w maju 1946 roku we wsi Patrykozy w powiecie Siedleckim. „Wiktor” natknął się na 70 osobowy oddział „Korwina”, który nazwał „oddziałem AK” (Minkiewicz w omawianym okresie nie wiedział jeszcze czym jest i w jakim celu powstała organizacja WiN). W bezpośredniej rozmowie kpt. Hebda stwierdził, że od jesieni 1945 roku nie utrzymuje on kontaktu z wyższymi władzami organizacyjnymi w regionie. Rozmowa ta pokazuje dobitnie, że „Korwin” nie przywiązywał żadnej uwagi odnośnie do przynależności do jakiejkolwiek organizacji i działał w całości na własną rękę.
W dalszej części rozmowy „Korwin” uzgadnia z „Wiktorem”, że tereny północnej części powiatu siedleckiego są terenem działalności oddziału „Pogoń”. Jednocześnie Hebda zaproponował wspólne przejście jego pododdziału wraz z VI Brygadą na ziemie południowej części powiatu. Obydwie grupy miały się spotkać 1 lipca w miejscowości Zaborów i stamtąd ruszyć na południe.
1 lipca 1946 r. doszło w Zaborowie do zaplanowanego spotkania obu oddziałów. „Korwin” zjawił się na spotkanie z dowódcami wszystkich czterech drużyn zgrupowania „Pogoń” i zaproponował „Wiktorowi” przeprowadzenie wspólnej akcji na miasteczko Łosice, w celu zdobycia samochodów ciężarowych do szybszego przemieszczenia się na południe w kierunku lasów garwolińskich.
2 lipca w godzinach popołudniowych oddziały, po dokonaniu rozpoznania, że w mieście nie ma wojska, wkroczyły do Łosic w sile ok. 140 żołnierzy. Zabrano towary z miejscowej spółdzielni i rozbrojono posterunek MO, zabierając z niego broń i oporządzenie. W tym czasie od strony Siedlec nadjechały dwa samochody z wojskiem, które po krótkiej walce wycofały się. Ujęto dwóch żołnierzy LWP, którzy zeznali, że do miasteczka zbliża się kolumna wojsk WP, KBW i NKWD. Jeńcy zeznali także, że aparat bezpieczeństwa został powiadomiony o planowej akcji oddziałów „Pogoni” i VI Brygady. W tej sytuacji podjęto decyzję o opuszczeniu Łosic, nie uniknięto jednak walki z jednostkami 13 i 14 DP LWP i pododdziałami sowieckimi wkraczającymi do miasteczka. Dzięki sprawnej akcji partyzantom udało się wydostać z Łosic i zadać przeciwnikowi znaczne straty.
Meldunek o działalności bojowej VI Brygady Wileńskiej tak opisuje całą akcję: „Dnia 2 VII [19] 46 r. nawiązano kontakt z oddziałem partyzanckim kpt. „Korwina” (K[omendy] Obwodu Siedleckiego) i przedsięwzięto akcję wspólną na miasteczko Łosice leżące w odległości 47 km na wschód od Siedlec. Dzięki wywiadowi z oddziału kpt. „Korwina” UBP i W[ojsko] Ż[ymierskiego] znało dokładnie dzień i czas akcji i zorganizowało wielką obławę z jednoczesnym uderzeniem na miasteczko Łosice w chwili, gdy było ono przez nas zajęte. W wynikłej walce trzy samochody npla zniszczono zadając im straty w liczbie około 30 osób zabitych i rannych. Między innymi zginął dowódca wschodniej (nacierającej w kierunku Biała Podlaska) kpt. Smykowski i starszy lejtnant Armii Czerwonej nieustalonego nazwiska. Wobec okrążenia oddziały nasze wycofały się w kierunku półn [ocno]-wsch [odnim] na lasy między wsiami Rusków i Mężenin bez większych strat (oddział kpt. „Korwina” stracił jeden wóz taborowy), ofiar w ludziach nie było. Zdobyto kilkanaście sztuk broni krótkiej i długiej oraz umundurowanie”.
Niejasna jest kwestia tego, skąd aparat bezpieczeństwa wiedział o planowanej akcji na Łosice. Partyzanci dowiedzieli się o planowanej obławie z relacji schwytanego kilka godzin wcześniej patrolu żołnierzy LWP. Meldunek VI Brygady wskazuje, że donosiciel znajdował się w szeregach oddziału „Korwina”. Jest, więc prawdopodobne, że przeprowadzono wewnętrzne śledztwo w oddziale, które doprowadziło do ujawnienia agenta. Nie jest jednak znany dokładny przebieg wydarzeń i czy faktycznie udało się zdemaskować donosiciela.
Straty zadane nieprzyjacielowi faktycznie musiały być duże, gdyż w walce zginęło 3 oficerów LWP (kpt. Jerzy Smykowski, ppor. Tadeusz Hagel, ppor. Edward Zaborowski) i oficer sowiecki o nieznanym nazwisku. Obawiając się obławy ze strony aparatu bezpieczeństwa dowódcy zadecydowali o rozdzieleniu się. „Korwin” pozostał w siedleckim, natomiast VI Brygada przemaszerowała do powiatu bielskiego. Pod koniec sierpnia dowództwo nad VI Brygadą przejął por. Władysław Łukasiuk „Młot”, który zastąpił na tym stanowisku uskarżającego się na stan zdrowia „Wiktora”.
Ponowna współpraca została nawiązana dwa tygodnie później, kiedy władze komunistyczne zaprzestały organizowania obław na członkach podziemia po porażce pod Łosicami. Powrócono do dawnej koncepcji „Korwina” przesunięcia działań do południowej części powiatu siedleckiego oraz do sąsiednich powiatów Łuków i Biała Podlaska. Już od samego początku skupiono się na utrzymaniu porządku w terenie. Kronika VI Brygady Wileńskiej podaje, że w połowie lipca 1946 roku przeprowadzono wspólne śledztwo, w którym udział wzięli „Młot” i „Korwin”. Dotyczyło ono zabójstw, jakie miały miejsce na terenie łukowskiego na byłych członkach AK. W wyniku przesłuchania jednego z żołnierzy NSZ o pseudonimie „Wielki” okazuje się, że za morderstwami i rabunkami na mienie prywatne odpowiedzialna jest grupa byłych żołnierzy NSZ. Finałem całej sprawy była pacyfikacja byłych żołnierzy NSZ zorganizowanych w tym czasie w bandę rabunkową. Nie posiadamy niestety informacji z jakiego oddziału pochodzili Ci żołnierze.
24 lipca 1946 r. pododdział „Szpiega” wspólnie z 1 drużyną VI Brygady urządził zasadzkę na szosie Łuków – Siedlce, w trakcie której zatrzymano cztery samochody i zarekwirowano artykuły żywnościowe. 26 lipca 1946 r. przeprowadzono wspólną akcję we wsi Trzcinice stanowiącej jedną z głównych baz PPR w powiecie siedleckim i ośrodek rekrutacji do miejscowego PUBP. Rozbrojono placówkę ORMO, zdobywając dziesięć karabinów. Tego samego dnia ostrzelano również samochód, którym przyjechali na urlop do rodzinnej wioski czterej funkcjonariusze bezpieki z Siedlec. W ostatnich dniach lipca 1946 r. oddziały „Korwina” i „Młota” przesunęły się do wschodniej części powiatu Mińsk Mazowiecki. 30 lipca 1946 r. pododdział „Szpiega” i 3. drużyna VI Brygady, którą dowodził „Żwirek”, zarekwirowały w majątku Mienia 12 koni, a w spółdzielni materiał na mundury i żywność. Wykonawcy akcji stanęli na nocleg w gajówce Jeziorek. Rankiem 31 lipca 1946 r. ich kwatera została zaatakowana przez grupę operacyjną UBP na dwóch samochodach. Pierwszy atak bezpieki został odparty, jednak wobec przewagi przeciwnika zarządzono odwrót, porzucając część zdobyczy.
Aktywność zgrupowania kpt. Hebdy musiała w końcu wzbudzić zainteresowanie komunistycznego aparatu bezpieczeństwa. W sierpniu 1946 tak opisywał oddział „Korwina” szef sztabu Wojsk Bezpieczeństwa Wewnętrznego: „[...] przejawia swą działalność także banda „Korwina”, która przechodzi z pow [iatu] Sokołów Podlaski na pow [iat] siedlecki i węgrowski. Banda ta liczy około 60 ludzi, podzielonych na dwa oddziały: 1) oddział „Korwina” w sile około 40 ludzi, 2) oddział Szpiega – Skup Czesław, który pochodzi ze wsi Księżopole-Jałmużny, liczący 20 ludzi. Oddziały te uzbrojone [są] w rkm, granaty, automaty i broń krótką. Terenem przejawiającym działalność [styl] bandy „Korwina” w pow. Sokołów Podlaski są gm [iny] Kowiesy, Kudelczyn, w pow. siedleckim Mokobody, Meczyn i [w] pow. węgrowskim Ruda, Wyszków. Banda ta zajmuje się grabieżą spółdzielni, rozbrajaniem wojskowych, funkcjonariuszy bezpieczeństwa, terroryzowaniem członków partii PPR i ludności cywilnej.
Mimo posiadanej przez bezpiekę wiedzy o istnieniu oddziału „Korwina” aparat bezpieczeństwa nadal pozostawał bezradny wobec dużej lotności oddziału. Nie oznacza to jednak, że nie podejmowano prób rozbicia oddziału kpt. Hebdy. W nocy z 1 na 2 sierpnia 1946 roku po powrocie „korwinowców” z terenu powiatu mińskiego w rejon powiatu siedleckiego, który był głównym obszarem operacyjnym oddziału „Pogoń”, oddziały Grupy Operacyjnej UB wraz z 5 Samodzielnym Batalionem Operacyjnym KBW i 45 pułkiem piechoty LWP przeprowadziły wielką obławę na tereny obejmujące północną część powiatu siedleckiego. „Korwin” wraz z „Młotem” kwaterowali w tym czasie w miejscowości Osiny Dolne. W wyniku obławy, w okolicy kolonii Księżpole, rozegrała się bitwa między aparatem bezpieczeństwa a połączonymi siłami VI Brygady i oddziału „Pogoń”. W wyniku odpartego ataku zginął jeden żołnierz „Młota” i sześciu funkcjonariuszy UB.
Po bitwie pod Księżpolem dowódcy wspólnie ustalili okresowe podzielenie oddziałów na mniejsze pododdziały w celu zgubienia pościgu. Bezpieka do jesieni 1946 roku nie miała jednak wystarczającej wiedzy o działalności „korwinowców”. Raporty KBW jasno pokazują dezorientację resortu bezpieczeństwa publicznego wobec działań „Korwina”. We wrześniu 1946 roku bezpieka była błędnie przekonana o tym, że udało jej się zlikwidować oddział Korwina”: „W ostatnim czasie ta banda pozostaje w rozpracowaniu, zawdzięczając ujęciu łącznika „Korwina”, niejakiego Ognika ps. „Jastrząb”, który daje materiały na bandę (…) Na podstawie jego danych ustalono schemat organizacyjny bandy „Korwina”, część członków bandy ujęto, a reszta bandy w trakcie likwidacji”.
Nic nie wskazuje jednak, aby działania „korwinowców” w tym okresie osłabły. Faktycznie podczas akcji na posterunek MO w Grębkowie w ręce bezpieki dostał się żołnierz z oddziału kpt. Hebdy o pseudonimie „Jastrząb”. Wydaje się jednak, że zeznania złożone przez „Jastrzębia” były bardzo ogólnikowe lub wręcz nieprawdziwe, na co wskazuje błędne przekonanie aparatu bezpieczeństwa o likwidacji oddziału „Korwina”. Bezpieka początkowo nie założyła na działalność „Korwina” oddzielnego rozpracowania operacyjnego. Skupiono się wyłącznie na strukturach terenowych, zapominając o tym, że „Pogoń” jest oddziałem lotnym działającym na terenie kilku powiatów. W każdym z nich z czasem PUBP stworzyły rozpracowania obiektowe dotyczące działalności „Korwina” na terenie sobie podległym, jednak brak wystarczającej wiedzy pozwalał Hebdzie na duży zakres prowadzonych działań. Jeszcze we wrześniu 1946 roku meldunek zwiadowczy KBW błędnie wymieniał nazwisko „Korwina” jako Hebka. Również stan wiedzy o strukturze jednostki był niewielki: „Zastępcą „Korwina” jest „Janusz”, „Błyskawica” i „Szpieg”, posiadają własne bandy, na których temat nie posiadamy na razie informacji”.
Aparat bezpieczeństwa w meldunku pominął całkowicie pododdział dowodzony przez „Visa”. Przypuszczalnie latem 1946 roku bezpieka w ogóle nie wiedziała o istnieniu tego pododdziału. Fakt, że pluton „Visa” w dalszym ciągu pozostawał nierozpracowany przez UB, co wiązało się z mniejszym niż to miało miejsce w przypadku pozostałych pododdziałów „Pogoni” ryzykiem obławy, spowodował, że pododdział ten latem i jesienią przeprowadził największą ilość akcji bojowych. 21 sierpnia 1946 r. patrol z jego plutonu uczestniczył wspólnie z VI Brygadą Wileńską w akcji na miasteczko Dobre. Rozbrojono wówczas posterunek MO. 3 września 1946 r. pododdział Visa” wykonał kolejną akcję na posterunek MO w miejscowości Rudzianka, 23 września 1946 r. po raz drugi opanował miasteczko Dobre. 31 października 1946 r. rozbił zaś kolejną placówkę MO w miasteczku Stanisławów. Wszystkie akcje miały miejsce na terenie powiatu mińskiego.
Bazując głównie w powiecie Mińsk Mazowiecki, pododdział „Visa”, okresowo zapuszczał się też na teren sąsiedniego powiatu Radzymin. We wrześniu 1946 r. rozbroił posterunek MO w Ruczajach, a na przełomie października i listopada 1946 r. zaatakował dwa posterunki MO w Strachówce oraz Międzylesiu. Pododdział „Visa” kilkukrotnie dokonywał akcji ekspropriacyjnych w Stanisławowie i Dobrem, a także kilku innych miejscowościach w powiecie Mińsk Mazowiecki, zabierając żywność i pieniądze. Podczas ataków na posterunki MO niszczono lokalną dokumentację i rekwirowano uzbrojenie.
„Korwin” chcąc uniknąć rozpracowania oddziału przez resort bezpieczeństwa dokonywał akcji likwidacji osób, co do których miał podejrzenie ich działalności agenturalnej. W 1946 roku wykonano wyroki śmierci na Janie Kolczyku „Mongole”, który został agentem UB zwerbowanym do oddziału „Pogoń”, Stanisławie Kołaku, członku PPR ze wsi Cierpieta, oskarżonym o współpracę z bezpieką, a także na administratorze majątku w Niwskach Henryku Kosieradzkim, również członku PPR, którego podejrzewano o działalność agenturalną.
Zgrupowanie „Pogoń” w sierpniu 1946 roku nadal aktywnie współdziałało z VI Brygadą Wileńską AK. Pododdział „Szpiega”, działając wspólnie z oddziałem „Młota”, rozbroił placówkę ORMO we wsi Niwiska (pow. Siedlce). Kolejnymi celami wspólnych ataków były spółdzielnie konieczne do zaprowiantowania żołnierzy. W nocy z 7 na 8 sierpnia 1946 r. w Ruchnie oraz także w sierpniu 1946 r. w Pruszynie, we wsiach Czuryły, Domanice, Krynki, Olszyce, Kopciach i Wodynie, we wsi Zając (pow. Węgrów).
„Korwin” osobiście dowodził w akcją z 19 września, kiedy to wspólnie z grupą NSZ „Niedźwiadka” w sile 30 ludzi rozbrojono posterunek MO w miejscowości Latowicz. Podczas odwrotu partyzanci zostali zaatakowani przez grupę operacyjną KBW, jednak mimo wynikłej strzelaniny udało się im wydostać bez start własnych.
Wielość akcji prowadzonych przez „korwinowców” powodowała, że nie wszystkie one były przygotowane z należytą starannością. Problem z utrzymaniem wojskowej dyscypliny powodował, że najprawdopodobniej część akcji zbrojnych przeprowadzono bez uzgodnienia ich z wyższym dowództwem. Tak było w przypadku ataku na wieś Grębków w powiecie Węgrów. 3 września 1946 r. czteroosobowy patrol „korwinowców” zarekwirował ze spółdzielni w tej wsi 200 kg cukru, papierosy i 4 tys. zł. Następnie partyzanci uderzyli na posterunek MO. Podczas walki zabito trzech funkcjonariuszy, a dwóch raniono, jednak zbyt słaby liczebnie patrol podczas starcia także doznał start własnych i nie był w stanie wykorzystać sukcesu odniesionego w początkowej fazie walki (ze strony „korwinowców” poległ Marian Skup „Szymek”, a ciężko ranny Antoni Ognik „Jastrząb” dostał się w ręce przeciwnika).
W nocy z 25 na 26 września „Korwin” dowodząc plutonami „Błyskawicy” i „Szpiega” w sile 40 ludzi wszedł do skomunizowanej wsi Rogów (pow. Siedlce), gdzie u członków PPR zarekwirowano buty, odzież, a także żywność w postaci bydła i trzody chlewnej. W tym czasie oddział „Korwina” dokonał kilku akcji zaopatrzeniowych na terenach spółdzielni w Krynicy, Wiśniewie i Białkach, a także w Czerwonce.
Do głośnej akcji z udziałem „korwinowców” doszło 4 grudnia 1946 roku na stacji kolejowej w Dziewulach, która już za czasów okupacji hitlerowskiej kilkukrotnie była miejscem akcji dywersyjnych polskiego podziemia. Pododdział „Błyskawicy” zatrzymał pociąg relacji Łuków – Siedlce, atakując znajdującą się w nim grupę operacyjną 14 Dywizji Piechoty LWP. Doszło do gwałtownego starcia, w wyniku którego zginęło dwóch żołnierzy LWP, a czterech zostało rannych. Po stronie „korwinowców” zginęło dwóch żołnierzy.
Również w grudniu 1946 roku partyzanci z plutonu „Szpiega” dowodzeni przez „Korwina” zaatakowali stację kolejową w miejscowości Podnieśno. Z pociągu wylądowano 4 tony cukru i transport skondensowanego mleka. Jeszcze jesienią tego roku w akcji, którą dowodził „Korwin” rozbito posterunek MO we wsi Połków-Sągały.

## Ostatnie miesiące konspiracyjnej działalności zgrupowania „Pogoń”

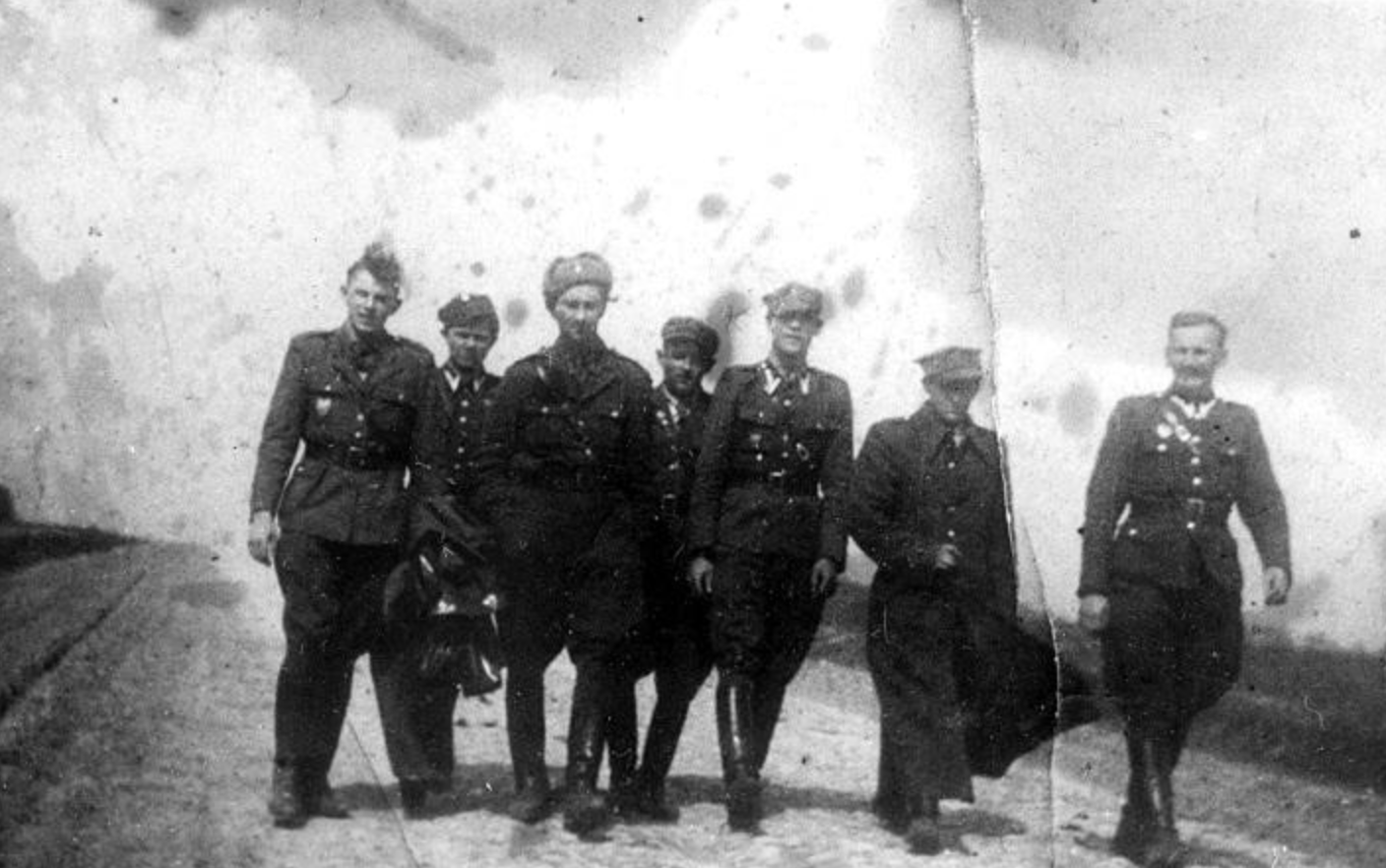
Grupa żołnierzy zgrupowania „Pogoń” w 1947 roku, źródło: IPN

### Oddział partyzancki „Pogoń” zimą i wiosną 1947 roku
Ożywiona działalność oddziału „Korwina” w 1946 roku spowodowała, że bezpieka pod koniec 1946 roku coraz mocniej inwigilowała środowisko „korwinowców”. W początkach listopada meldunek KBW charakteryzował zgrupowanie jako: „[...] najbardziej aktywna ze wszystkich band działających na terenie woj [ewództwa] warszawskiego, a zarazem bardzo ruchliwa [...]”.
Aparatowi bezpieczeństwa wydawało się, że infiltracja oddziału „Korwina” nabiera rozpędu i jest tylko kwestią czasu jego rozpracowanie. W październiku 1946 roku WUBP w Warszawie w swym raporcie oceniał: „Banda „Korwina” ulega dalszej likwidacji (…) Od dnia 1 X do 10 X 1946 roku przez grupy operacyjne WUBP woj[ewództwa] warszawskiego ujęto: 1 łącznika bandy „Korwina”, 7 bandytów „Korwina” oraz zlikwidowano mały magazyn bandy „Korwina”.
Optymizm bezpieki był przedwczesny, gdyż większość aresztowanych, były to przypadkowe osoby, którym zarzucano przynależność do oddziały kpt. Hebdy, który w dalszym ciągu pozostawał nieuchwytny dla resortu bezpieczeństwa. UB mimo drobiazgowej pracy wywiadowczej i pozyskaniu kilku agentów, którzy mieli zinfiltrować środowisko „korwinowców”, do ujawnienia oddziału w kwietniu 1947 roku, nie było w stanie poszczycić się żadnymi poważniejszymi sukcesami w rozpracowaniu oddziału. Kilkukrotnie aresztowano osoby podejrzewane o współpracę z „Korwinem”, jednak w żadnym stopniu nie udało się zlikwidować działalności zgrupowania. Aresztowane osoby były w większości członkami terenowej siatki podległej „Korwinowi”, a nie żołnierzami oddziału. Do porażki przyznał się sam resort bezpieczeństwa, który po ujawnieniu się zgrupowania „Korwina” stwierdził, że „takowy do amnestii [19]47 nie był dostatecznie rozszyfrowany.
Oddzielne rozpracowanie o kryptonimie „Rządcy” zostało założone na pododdział „Visa”, który był najaktywniejszym plutonem w zgrupowaniu „Pogoń”, dopiero 6 listopada 1946 roku przez PUBP w Mińsku Mazowieckim. Jednak długo, podobnie jak to miało miejsce w przypadku „Korwina”, pododdział „Visa” wymykał się obławom komunistów bez większych start.
Pierwsze sukcesy w walce z pododdziałem „Visa” bezpieka odniosła, gdy kontakt z nim nawiązał dowódca grupy partyzanckiej z pow. Sokołów Podlaski, Edward Mazurczak „Dziadek”, który pozostawał pod obserwacją UB. W wyniku nawiązania współpracy (Mazurczak zginął w 10 listopada w zasadzce zorganizowanej przez UB koło Jadowa) bezpiece udało się rozpracować część mińskiej siatki terenowej „Pogoni”. Między listopadem a grudniem 1946 roku funkcjonariusze PUBP z Mińska aresztowali 10 osób podejrzewanych o udział w plutonie „Visa”. Dokumenty UB podają nawet, że jednostka ta została rozbita, a w wyniku dalszych aresztowań zatrzymano „Visa” i 17 jego podkomendnych. Nie odpowiadało to jednak prawdzie. Pododdział ten funkcjonował, podobnie jak pozostałe pododdziały „Pogoni”, do amnestii 1947 roku, w wyniku której przestał istnieć.
Dopiero 11 lutego 1947 roku, w wyniku donosu złożonego do UB przez tajnego współpracownika, grupa operacyjna zaskoczyła trzech partyzantów „Visa” podczas ich pobytu we wsi Kamionka (pow. Mińsk Mazowiecki). W wyniku obławy aresztowano dwóch partyzantów (Mariana Gadaję i Jana Brewczyńkiego). Dwa dni później UB ujęło kolejnych dwóch partyzantów „Visa” ukrywających się na terenie gm. Stanisławów (pow. Mińsk Mazowiecki). Mimo tych start pododdział nadal pozostawał nieuchwytny dla bezpieki w dalszym ciągu prowadząc akcje dywersyjne przeciwko władzy ludowej. 21 lutego 1947 roku oddział „Visa” dokonał rozbrojenia posterunku MO w Gliniance, a 3 dni później wkroczył do wsi Kąty Goździejowskie, gdzie rozbroił placówkę ORMO złożoną z członków PPR. W marcu tego roku rozbrojono posterunek w Cegłowie, z którego zabrano uzbrojenie i mundury milicyjne (wszystkie akcje miały miejsce na terenie powiatu Mińsk Mazowiecki).
Intensywne działania pościgowe i agenturalne bezpieki, połączone z aresztowaniami ludzi należącym do terenowej siatki organizacji stworzonej przez kpt. Henryka Hebdę spowodowały, że pod koniec 1946 roku i na początku 1947 roku oddział dowodzony przez „Korwina” stopniowo tracił dynamikę działania, która charakteryzowała go jeszcze na jesieni 1946 roku. Dodatkowo zbliżające się wybory do Sejmu Ustawodawczego, dające szansę na zmianę sił politycznych w powojennej Polsce sprawiły, że zminimalizowano ilość akcji zbrojnych wymierzonych w aparat władzy. Oddział zaczął dzielić się na mniejsze, mniej uchwytne, pododdziały i brał udział w akcjach, które miały na celu głównie zdobycie zaopatrzenia i środków finansowych niezbędnych do dalszego funkcjonowania. Skonfiskowano m.in. zaopatrzenie ze spółdzielni w Kopciach, Podsiadłach, Pruszynie, dwukrotnie w Krześlinie, Wiśniówku i Podciernie.

### Ujawnienie oddziału i dalsze losy „Korwinowców”
Kres działalności oddziału „Korwina” nadszedł nie ze strony aparatu bezpieczeństwa, a w efekcie wyborów do Sejmu Ustawodawczego z 19 stycznia 1947 roku i ogłoszoną przez niego amnestią dla członków podziemia niepodległościowego.
Siedlecki Obwód WiN otrzymał wyraźne rozkazy od prezesa Inspektoratu Biała Podlaska, mówiące o tym, jak zachować w stosunku do ogłoszonej amnestii. „Korwin”, choć był dowódcą w pełni niezależnym, samemu nie wierząc w gwarancje bezpieczeństwa, które ludziom podziemia miała rzekomo zapewniać ustawa amnestyjna, zastosował się jednak do ogólnej polityki Zrzeszenia WiN, które nakazywało ujawnienie się oddziałów partyzanckich. Wielu żołnierzy uważało, że w obecnej sytuacji dalszy opór nie ma sensu, a wizja wybuchu III wojny światowej, której tak wyczekiwali w konspiracji, stała się mało realna.
Na terenie powiatu Siedlce ujawniły się 1532 osoby, w tym 587 żołnierzy WiN. Nie ujawnili się żołnierze należący do NSZ, gdyż komendant XII Okręgu WiN Siedlce zabronił ujawniania się pod groźbą kary śmierci.
Zgrupowanie „Pogoń” ujawniło się w sposób zorganizowany. 24 marca 1947 r. w Węgrowie ujawnił się ze swym pododdziałem ppor. Czesław Skup „Szpieg”. 4 kwietnia 1947 r. w PUBP w Siedlcach ujawnił się „Błyskawica” ze swą grupą. Do 16 kwietnia 1947 r. ujawniła się w PUBP w Siedlcach pozostała część oddziału „Pogoń” (m.in. „Vis” i „Mściciel”). Mimo ujawnienia się dowódców wszystkich pododdziałów zgrupowania sam „Korwin” nie pojawił się przed komisją amnestyjną. Kpt. Hebda pamiętając poprzednią amnestię i sposób, w jaki został potraktowany przez władze komunistyczne postanowił tym razem nie ujawniać się. Zdawał sobie sprawę, że bezpieka nie zapomni mu jego działalności po 1945 roku, przez co powrót do normalnego życia będzie niemożliwy. Obawiając się powtórnego aresztowania wyjechał do Warszawy, a stamtąd na Ziemie Odzyskane gubiąc za sobą ślad UB.
Amnestia 1947 roku nie zmieniła postępowania władzy komunistycznej wobec ujawnionych żołnierzy podziemia. W rzeczywistości była tylko podstępem, który miał na celu ujawnienie, a następnie aresztowanie ukrywających się działaczy niepodległościowych i żołnierzy organizacji podziemnych. Komuniści w tym czasie dysponowali bardzo dużą wiedzą o członkach podziemia, gdyż każdy ujawniający się członek musiał stanąć przed komisją amnestyjną, gdzie musiał zdać broń i wypełnić szczegółowe oświadczenie, w którym podawał swoją przynależność organizacyjną, pseudonim, fałszywe nazwiska, z których ujawniający korzystał oraz szereg innych informacji istotnych dla funkcjonariuszy Urzędu Bezpieczeństwa, np. należało dokładnie opisać działalność w oddziale partyzanckim, uwzględniając akcje przeciwko władzy ludowej.
Taki stosunek władz komunistycznych do członków podziemia sprawił, że część ujawnionej kadry oficerskiej zgrupowania „Pogoń” szybko powróciła do konspiracji, gdzie nawiązała współpracę z VI Brygadą Wileńską AK, której dowódca por. Władysław Łukasiuk „Młot” zadecydował o pozostaniu w konspiracji, nieujawnianiu oddziału i kontynuowaniu dalszego oporu.
Jeszcze w pierwszej połowie czerwca 1947 r. doszło do kontaktu komendanta „Młota” ze „Szpiegiem”. Ten ostatni doprowadził do spotkania kadry „korwinowców” w punkcie kontaktowym pod Mężeninem. Spotkali się wówczas por. Władysław Łukasiuk „Młot”, ppor. Czesław Skup „Szpieg”, ppor. Janusz Kotowski „Mściciel”, ppor. Tadeusz Stoiński „Jur” i ppor. Mieczysław Moskowiak „Szofer” (ten ostatni wywodził się z siedleckiego oddziału „Kłosa”, który był pierwszy oddziałem partyzanckim działającym w powiecie siedleckim po amnestii 1945 roku). Nowi podkomendni „Młota” mieli zorganizować na podległych sobie terenach zaplecze dla oddziałów partyzanckich 6. Brygady Wileńskiej. Z żołnierzy oddziału „Pogoń” powstał też nowy patrol bojowy, liczący dziesięciu ludzi, dowodzony przez Janusza Kotowskiego „Mściciela”.
Komunistyczna amnestia i masowe represje na członkach podziemia, a także systematyczna pacyfikacja miejscowej ludności sprawiły, że de facto w powiecie siedleckim nie istniały już terenowe struktury dawnych organizacji niepodległościowych. Głównym celem stało się zatem utrzymanie pojedynczych, rozrzuconych w terenie ośrodków partyzanckich. Nawiązanie przez „Młota” współpracy z byłymi żołnierzami oddziału „Pogoń” sprawiło, że rozciągnął on swe wpływy na ziemie powiatu siedleckiego, węgrowskiego i mińskiego, stając się w tym czasie dowódcą największego zgrupowania partyzanckiego na Podlasiu. Działając na tym obszarze „Młot” oparł działalność swojego oddziału na byłych podkomendnych „Korwina”, którzy dobrze znali teren. Mianował ppor. Czesława Skupa „Szpiega” komendantem pow. Siedlce, a ppor. Janusza Kotowskiego „Mściciela” Komendantem powiatów Mińsk Mazowiecki i Węgrów.
Pierwszą akcją, w której wzięli udział byli żołnierze oddziału „Pogoń”, dowodzeni przez „Szofera”, wspólnie z VI Brygadą Wileńską był atak na ambulans pocztowy na szosie koło Stawisk pod Grębkowem 27 czerwca 1947 roku. Podczas walki zabito trzech i raniono dwóch funkcjonariuszy MO. Zdobyto kilka sztuk broni i 558 tys. zł. Dwukrotnie również żołnierze „Szofera” wraz z trzecim szwadronem VI Brygady dowodzonej przez ppor. „Lecha” zatrzymywali pociągi na linii siedleckiej w celu zdobycia wagonu pocztowego z gotówką potrzebną do dalszej działalności. Pierwsza próba miała miejsce 29 lipca, gdy pod stacją Sosnowo skontrolowano dwa przejeżdżające pociągi. Niestety w żadnym z nich nie znaleziono potrzebnych partyzantom pieniędzy, ani broni. Sukcesem udała się dopiero akcja z 7 sierpnia, gdzie pod stacją kolejową Dziewule rozbito wagon pocztowy, z którego zabrano 942 tys. zł.
Po pewnym czasie okazało się jednak, że współpraca „Młota” z byłymi żołnierzami „Korwina” nie układa się najlepiej. Aktywność „korwinowców” nastawiona była przede wszystkim na organizowanie wypadów zaopatrzeniowych podejmowanych na własną rękę, częstokroć wbrew wyraźnym rozkazom dowództwa. „Korwinowcy” prowadząc samodzielne i nieskoordynowane działania atakowali spółdzielnie w celu zdobycia niezbędnych środków finansowych na dalszą działalność. Od lipca do października oddział dowodzony przez „Mściciela” działając na terenie powiatów Siedlce, Mińsk i Węgrów rozbił spółdzielnie w Suchożebrach, Mokobodach, Ławach, Jarnicach Czerwonce, Czarnej oraz Wiśniewie. Kilkukrotnie również byli podkomendni „Korwina” dokonywali napadów rabunkowych na prywatne domostwa. Akcje te, choć samowolne i niekonsultowane z „Młotem” były przez „korwinowców” przedstawiane, jakoby były zgodnie z jego rozkazem. Tak było m.in. w przypadku ataku na spółdzielnie w Jarnicach i Czerwonce, gdzie żołnierze „Mściciela” wystawili pokwitowanie informujące, że rekwizycja została dokonana na potrzeby dywersji „Młota”. Po pewnym czasie informacje o sposobie zachowania się „korwinowców” w terenie oraz o ich samowolnych działaniach zaczęły dopływać do dowództwa VI Brygady. Gdy ppor. Mieczysław Moskowiak „Szofer” zagroził grupie „korwinowców” odpowiedzialnością karną za ich samowolkę, a także wykorzystywanie autorytetu „Młota”, został 8 września 1947 r. zastrzelony w Mokobodach przez Janusza Kotowskiego „Mściciela”, Janusza Stoińskiego „Jura” i Henryka Rudnickiego „Listka”. Zbrodnia ta, w połączeniu z informacjami o samowoli i rabunkach grupy, sprawiła, że dowódca brygady wydał na zabójców wyrok śmierci. Jedynie szybka likwidacja grupy „Mściciela” przez UBP sprawiła, że „Młot” nie zdążył wymierzyć kary swym podkomendnym.
Nocą 7 października 1947 r. w wyniku akcji grupy operacyjnej PUBP i KP MO z Węgrowa oraz Mińska, przeprowadzonej w Małym Garczynie (pow. Mińsk Mazowiecki), patrol „Mściciela” został otoczony i po krótkiej walce rozbity. W następstwie aresztowania „Mściciel” i „Jur” zostali skazani na karę śmierci i straceni w mokotowskim więzieniu przy ul. Rakowieckiej.
Ostatni partyzanci „Korwina” błąkali się po lasach Podlasia i Mazowsza jeszcze długo po ujawnieniu oddziału w 1947 roku. Ppor. Zygmunt Rześkiewicz „Grot” i plut. Stanisław Abramowski „Partyzancik” dołączyli do oddziału NSZ por. Zygmunta Jezierskiego „Orła” liczącego około 14 żołnierzy, który od listopada do rozbicia oddziału w czerwcu 1948 roku działał na terenie powiatów Mińsk Mazowiecki, Węgrów, Garwolin, Łuków, Siedlce i Sokołów Podlaski. Obydwaj zginęli tragicznie – „Partyzancik” aresztowany w kwietniu 1948 roku przez bezpiekę został stracony w więzieniu mokotowskim w Warszawie 30 lipca 1948 roku, „Orzeł”, który z czasem podjął działalność na własną rękę zginął z rąk agenta UB 6 lipca 1948 roku.
Tragiczny los spotkał większość żołnierzy, którzy w latach 1946–1947 tworzyli zgrupowanie „Pogoń” dowodzone przez kpt. Henryka Hebdę „Korwina”. Mimo że członkowie oddziału w momencie jego istnienia pozostali nieuchwytni dla bezpieki, to po ogłoszeniu amnestii w 1947 roku represje dotknęły większości żołnierzy „Korwina”. Na karę śmierci skazano 11 byłych żołnierzy zgrupowania „Pogoń” (w tym znaczną część stanowili ujawnieni), na dożywotnie więzienie – 3 osoby, na karę 15 lat więzienia – 15 osób, a na kary pozbawienia wolności w wymiarze do dziesięciu lat – 30. Większość kadry dowódczej zgrupowania została wyeliminowana fizycznie. Ppor. Czesław Skup „Szpieg” został zamordowany przez funkcjonariusza MO w Suchożebrach po tym, jak zaprotestował przeciwko brutalnemu traktowaniu wiejskich kobiet przez miejscowych milicjantów. W czerwcu 1947 roku funkcjonariusze MO aresztowali ppor. Zdzisława Wiewiórskiego „Visa”. Podczas transportu z PUPB w Mińsku Mazowieckim do KW MO w Otwocku został on postrzelony przez milicjantów za rzekomą próbę ucieczki. Postrzał w głowę, połączony zapewne z metodami śledztwa sprawił, że „Vis” trafił do zakładu psychiatrycznego w Tworkach (zmarł przedwcześnie w wyniku złego stanu zdrowia 19 sierpnia 1960 roku). Ppor. Antoni Połujanow „Błyskawica” po amnestii 1947 r. wyjechał na Ziemie Odzyskane, gdzie zaprzestał dalszej działalności konspiracyjnej. Mimo to został skazany przez sąd w Koszalinie w grudniu 1952 roku na 6 lat więzienia pod zarzutem ukrywania broni z czasów konspiracji. Kpt. Henryk Hebda „Korwin” jako jeden z nielicznych uniknął represji ze strony komunistów. Po wyjeździe na Ziemie Odzyskane postanowił się ukryć i nie ujawniać swojej tożsamości. Bezpieka ostatecznie namierzyła miejsca pobytu „Korwina” dopiero pod koniec lat 50, kiedy masowe represje stalinowskie były już przeszłością. Henryk Hebda zmarł śmiercią naturalną w 1971 roku.
Zgrupowanie „Pogoń” było jedną z najdłużej działających jednostek partyzanckich Podlasia. Istniał on nieprzerwanie przez blisko półtora roku, a w szczątkowej formie – przez dalsze pół roku, do października 1947. Do kwietnia 1947 r. pododdziały „Pogoni” wykonały, według wstępnych szacunków, około 120 różnego rodzaju akcji – rozbiły 17 posterunków MO, rozbroiły trzy patrole MO i ORMO, cztery placówki ORMO i dwie placówki PPR, stoczyły osiem walk z siłami resortu oraz ludowym wojskiem i NKWD, zorganizowały pięć zasadzek i dwie akcje na pociągi, dokonały 41 akcji zaopatrzeniowych w spółdzielniach i pięć na majątki państwowe, zniszczyły dokumentację w kilkunastu urzędach gminnych, zlikwidowały 15 współpracowników aparatu bezpieczeństwa i kilka osób zajmujących się bandytyzmem.
Oddział do końca również pozostał nieuchwytny dla resortu bezpieczeństwa, pozostając nierozpracowany przez cały okres swej działalności. Przyjęta przez dowództwo zgrupowania taktyka „lotności” oddziału sprawiła, że bezpieka dość długo nie była w stanie zdobyć wystarczających informacji wywiadowczych o zgrupowaniu. Działanie na obszarze Mazowsza i południowego Podlasia, przechodzenie z terenu jednego powiatu do drugiego, a także podział zgrupowania na mniejsze pododdziały powodował, że zgrupowanie „Korwina” przez swoją dużą mobilność o wiele łatwiej wymykało się komunistycznym obławom i pozostawało nieuchwytne dla aparatu bezpieczeństwa.